# Udara dilectissima
Udara dilectissima is een vlinder uit de familie van de Lycaenidae. De wetenschappelijke naam van de soort is voor het eerst gepubliceerd in 1895 door Hamilton Herbert Druce.
De soort komt voor in de Filipijnen en in Maleisië (Gunung Kinabalu).

## Ondersoorten
- Udara dilectissima dilectissima (Druce, 1895)
  - = Cyaniris ceyx dilectissima Druce, 1895
- Udara dilectissima luzona Eliot & Kawazoé, 1983
  - = Cyaniris dilectissima luzona Eliot & Kawazoé, 1983